# Колбая, Вахтанг
Вахтанг Колбая (груз. ვახტანგ ყოლბაია; р. 9 сентября 1952, Гальский район Абхазская АССР) — грузинский политический деятель, Председатель правительства Абхазской Автономной Республики. Руководитель Исследовательского Центра Института Региональной Безопасности Восточного Кавказа, член правления Фонда «Кавказский диалог». Автор книг и публикаций.

## Биография
Вахтанг Колбая родился 9 сентября 1952 года в Гальском районе Абхазской АССР.
Окончил экономический факультет Московского института пищевой промышленности. Работал экономистом Территориального объединения водоканалов Гальского района с 1974 по 1975 год.
В 1976 — 1984 годах на посту руководителя районной и областной молодежной организации Абхазии. С 1984 до 1990 года Вахтанг Колбая руководитель администрации исполнительного органа Гальского района.
В 1990-1993 годах — первый заместитель Председателя Верховного Совета Автономной республики Абхазия и Председатель Юридического Комитета. В 1993 — 1995 годах Вахтанг Колбая заместитель Председателя Правительства Автономной республики Абхазия и председатель Гальского муниципалитета в изгнании.
С 1987 году Вахтанг Колбая является членом Верховного Совета Автономной республики Абхазия.
В 1992 — 2004 годах член Парламента Грузии, а в 1995 — 2004 годах — заместитель председателя Парламента Грузии.
С 1996 по 2003 год Вахтанг Колбая возглавлял Парламентскую делегацию Грузии в Парламентской Ассамблеи ОБСЕ.
В 2008 году Вахтанг Колбая стал генеральным секретарем партии Демократическое движение-Единая Грузия, которую возглавляет Нино Бурджанадзе.
8 апреля 2013 года решением Верховного совета Автономной республики Абхазии в изгнании назначен председателем правительства Абхазской автономной республики.

## Награды
- Орден Чести.
- Государственная Премия имени Г. Шервашидзе (2001).

## Личная жизнь
Женат, имеет двух детей.